# Jennifer Tisdale
Jennifer Kelly Tisdale (Neptune City, Nueva Jersey, 18 de septiembre de 1981) conocida también como «Jenn»,  es una actriz, productora de cine, modelo y actualmente agente de bienes raíces estadounidense. Además de su carrera actoral, también ha trabajado como vicepresidenta ejecutiva de desarrollo y producción para Blondie Girl Productions.

## Biografía
Es hermana mayor de la actriz y cantante Ashley Tisdale, hija de Mike Tisdale y Lisa Morris. Es también nieta de Arnold Morris, personalidad televisiva de los Estados Unidos. Tisdale estudió en California State University, Northridge, donde recibió una licenciatura.
Fue animadora en la escuela secundaria. Inició su carrera artística en el año 2000 participando en la serie City guys. Más tarde, el 2006 apareció en High School Musical: Dance Along con su hermana. Así consiguió hacerse un pequeño hueco en el mundo de la televisión, con la cual ha colaborado en varios proyectos, obtuviendo personajes principales en las películas The Hillside Strangler y Dark Ride. En 2007 interpretó a Chelsea en la película Bring It On: In It to Win It, también grabó una canción titulada «Don't You Think I'm Hot» que se puede escuchar en la película. En 2001, tuvo un papel en la serie Undressed de MTV, donde protagonizó a Betsy. Sus papeles como estrella invitadas incluyen series como Clubhouse, Raising Dad, Boston Public y otros. Tisdale además apareció en el video musical «He Said She Said», canción interpretada por Ashley Tisdale.
Jennifer tuvo su primera hija llamada Mikayla Dawn a los 28 años con su entonces pareja, Shane McChesnie, gerente y propietario de un restaurante. La noticia fue emitida por diversos medios a mediados del mes de enero de 2010. La pareja se divorció en 2011 tras estar separada durante algún tiempo. En 2018 trabajó junto con su hermana Ashley Tisdale en la producción de la película Daphne y Velma.
Jennifer dejó de lado el mundo de la actuación para enfocarse en su carrera profesional como agente de bienes raíces en la compañía The Agency Studio City.

## Filmografía

### Producción
- 2018: Daphne y Velma

### Cine, música y televisión
- 2020: Becoming, serie documental original de Disney +
- 2013: Teen Titans Go!
- 2010: The Brazen Bull
- 2009: Zack y Cody: Gemelos a bordo
- 2008: The House Bunny
- 2007: Zack y Cody: Gemelos en acción
- 2007: There's Something About Ashley
- 2007: Triunfos Robados: Llegar Para Ganar
- 2007: High School Musical 2: Dance Along
- 2007: Bring It On: In It to Win It
- 2007: «He Said She Said»
- 2006: Dark Ride
- 2006: High School Musical Dance-Along
- 2004: Grounded for Life
- 2004: Clubhouse
- 2004: The Hillside Stranger
- 2002: Ted Bundy
- 2002: Mr. Deeds
- 2002: Raising Dad
- 2001: Undressed
- 2001: Boston Public
- 2000: City Guys